# Nébian
Nébian település Franciaországban, Hérault megyében. Lakosainak száma 1573 fő (2022. január 1.). Nébian Aspiran, Canet, Clermont-l’Hérault, Lieuran-Cabrières és Villeneuvette községekkel határos.

## Népesség
A település népességének változása:
| Lakosok száma | 854  | 772  | 957  | 1091 | 1372 | 1402 | 1388 | 1437 | 1451 | 1573 |
|               | 1968 | 1982 | 1990 | 2006 | 2013 | 2015 | 2017 | 2019 | 2020 | 2022 |